# Sedimentaanvoer
Sedimentaanvoer is een waarde binnen de sedimentologie die bepaalt of een sedimentair gesteente aggradeert, progradeert of retrogradeert. Als de sedimentaanvoer groter is dan de relatieve zeespiegelstijging, vindt progradatie plaats, in het omgekeerde geval retrogradatie. Als de sedimentaanvoer ongeveer gelijk is aan de zeespiegelstijging, vindt aggradatie plaats.

## Vormen
Sedimentaanvoer kan plaatsvinden in verschillende vormen. Massatransportafzettingen zoals turbidieten veroorzaken plotselinge stijgingen van de sedimentaanvoer. Pelagische regens in de diepe oceaan, zoals in het geval van radiolarieten, zorgen voor een zeer rustige en geleidelijke sedimentaanvoer. De mate van sedimentaanvoer kan voor geologen een aanwijzing zijn voor tektonische bewegingen in het achterland. Ook binnen de sequentie stratigrafie wordt de sedimentaanvoer als waarde bestudeerd.